# Saison 2019 de la Première ligue de soccer du Québec
Navigation
PLSQ 2018 PLSQ 2020
La saison 2019 de la Première ligue de soccer du Québec est la 8e édition du championnat, créé en 2012. Le plus haut niveau du football au Québec (et le 3e niveau du football canadien), le championnat est organisé par Soccer Québec. 9 équipes s'opposent pendant le championnat. Lors de cette saison, l'AS Blainville défend son titre contre huit équipes dont le CS Monteuil qui a nouvellement rejoint le championnat.
Une place qualificative pour le Championnat canadien de soccer est attribuée par le biais du championnat. Le Championnat canadien permet d’accéder à la Ligue des champions de la CONCACAF. À cause de la pandémie de la maladie du Coronavirus, la place qualificative pour le Championnat canadien a été modifié pour plutôt donner accès au tournoi de 2021

## Participants
Un total de neuf équipes participent au championnat, huit d'entre elles étant déjà présentes la saison précédente, auxquelles s'ajoute le CS Monteuil.
Parmi ces clubs, l'AS Blainville est le seul club à avoir participé au championnat depuis la saison inaugurale en 2012
| Club                    | Participe depuis | Classement 2018 | Entraîneur         | Stade                                | Ville                      |
| ----------------------- | ---------------- | --------------- | ------------------ | ------------------------------------ | -------------------------- |
| AS Blainville           | 2012             | 1er             | Emmanuel Macagno   | Parc Blainville                      | Blainville, Laurentides    |
| CS Fabrose              | 2018             | 7e              | Antoine Katako     | Terrains multiples                   | Laval, Laval               |
| CS Longueuil            | 2014             | 4e              | Anthony Rimasson   | Parc Laurier                         | Longueuil, Montérégie      |
| CS Monteuil             | 2019             | -               | Sandro Grande      | Terrains multiples                   | Laval, Laval               |
| CS Mont-Royal Outremont | 2013             | 2e              | Luc Brutus         | Centre Récréatif de Ville Mont-Royal | Mont-Royal, Montréal       |
| CS Saint-Hubert         | 2017             | 6e              | François Bourgeais | Parc Rosanne-Laflamme                | Saint-Hubert, Montérégie   |
| Dynamo de Québec        | 2017             | 5e              | Edmond Foyé        | Plusieurs terrains                   | Québec, Capitale-Nationale |
| FC Gatineau             | 2013             | 3e              | Julien Labalec     | École secondaire Mont-Bleu           | Gatineau, Outaouais        |
| FC Lanaudière           | 2016             | 8e              | Joey Cortese       | Parc de l'Eschaillon                 | Lanaudière                 |

Légende des couleurs
- Premier tour du Championnat canadien de soccer 2019

## Changements d’entraîneurs
| Club            | Entraineur(s) partant(s) | Motif du départ  | Date de départ   | Position   | Entraineur(s) arrivant(s) | Date d'arrivée    |
| --------------- | ------------------------ | ---------------- | ---------------- | ---------- | ------------------------- | ----------------- |
| CS Monteuil     | Aucun poste              | Aucun poste      | Aucun poste      | Pré-saison | Sandro Grande             | 20 septembre 2018 |
| CS Fabrose      | Josy-René Madelonet      | Renvoi           | 24 juin 2018     | Pré-saison | Antoine Katako            | 12 novembre 2018  |
| FC Gatineau     | Sylver Castagnet         | Fin du contrat   | 14 novembre 2018 | Pré-saison | Julien Labalec            | 3 décembre 2018   |
| CS Saint-Hubert | Anthony Rimasson         | Départ en France | 31 août 2019     | 7e         | Christophe Vollard        | 31 août 2019      |
| CS Monteuil     | Sandro Grande            | Renvoi           | 4 septembre 2019 | 6e         | David Cerasuolo           | 4 septembre 2019  |

## Compétition

### Règlement
Le classement est calculé avec le barème de points suivant : un match gagné vaut trois points, un match nul vaut un point et une défaite vaut aucun point.
Le départage du classement au cas où une égalité survienne  est déterminé selon 6 critères
1. le plus grand nombre de points obtenus ;
2. le plus grand nombre de points obtenues dans les matchs entre les équipes concernées ;
3. la différence de buts particulière dans les matchs entre les équipes concernées ;
4. le plus grand nombre de victoires ;
5. la meilleure différence de buts générale ;
6. le plus grand nombre de buts marqués ;

Si l'égalité persiste pour la première place, un match de barrage est organisé pour départager le gagnant. Pour les autres positions du classement, les clubs concernées seront considérés égaux.
Le club qui remporte la Première ligue est sacré champion du Québec.

### Classement
Voici le classement de la saison 2019.
| Rang | Équipe                  | Pts | J  | G  | N | P  | Bp | Bc | Diff |
| ---- | ----------------------- | --- | -- | -- | - | -- | -- | -- | ---- |
| 1    | AS Blainville T         | 37  | 16 | 11 | 4 | 1  | 43 | 12 | +31  |
| 2    | CS Mont-Royal Outremont | 37  | 16 | 11 | 4 | 1  | 41 | 12 | +29  |
| 3    | Dynamo de Québec        | 27  | 16 | 7  | 6 | 3  | 31 | 23 | +8   |
| 4    | CS FabroseC             | 26  | 16 | 7  | 5 | 4  | 30 | 21 | +9   |
| 5    | CS Saint-Hubert         | 24  | 16 | 7  | 3 | 6  | 25 | 25 | 0    |
| 6    | CS Monteuil             | 24  | 16 | 6  | 6 | 4  | 27 | 23 | +4   |
| 7    | FC Lanaudière           | 11  | 16 | 3  | 2 | 11 | 27 | 51 | -24  |
| 8    | CS Longueuil            | 10  | 16 | 2  | 4 | 10 | 23 | 45 | -22  |
| 9    | FC Gatineau             | 2   | 16 | 0  | 2 | 14 | 12 | 47 | -35  |

Qualifications
Championnat canadien de soccer 2021
- Champion : Qualifié

Abréviations
- T : Tenant du titre
- C : Vainqueur de la Coupe de la ligue 2019

### Matchs
Voici les résultats de la saison 2019.
| Résultats (▼dom., ►ext.)                                   | ASB | CSF | CSL | CSM | CSMRO | CSSH | DQC | FCG | FCL |
| AS Blainville                                              |     | 1-1 | 1-2 | 0-0 | 1-0   | 3-1  | 1-1 | 4-0 | 6-1 |
| CS Fabrose                                                 | 1-2 |     | 3-1 | 0-0 | 1-4   | 1-1  | 2-2 | 2-2 | 3-2 |
| CS Longueuil                                               | 1-3 | 2-3 |     | 0-6 | 0-3   | 1-3  | 0-1 | 0-0 | 3-7 |
| CS Monteuil                                                | 0-7 | 0-2 | 2-2 |     | 1-2   | 2-2  | 3-1 | 3-2 | 2-1 |
| CS Mont-Royal Outremont                                    | 2-2 | 2-1 | 4-1 | 0-0 |       | 2-1  | 1-1 | 3-0 | 5-1 |
| CS Saint-Hubert                                            | 0-1 | 0-3 | 5-1 | 1-0 | 1-1   |      | 0-3 | 2-1 | 3-1 |
| Dynamo de Québec                                           | 1-3 | 2-1 | 1-1 | 1-1 | 0-5   | 2-0  |     | 8-1 | 2-1 |
| FC Gatineau                                                | 0-2 | 0-2 | 1-6 | 0-2 | 0-3   | 2-3  | 1-3 |     | 2-3 |
| FC Lanaudière                                              | 1-6 | 0-4 | 2-2 | 2-5 | 1-4   | 1-2  | 2-2 | 1-0 |     |
| - Victoire à domicile - Match nul - Victoire à l'extérieur |     |     |     |     |       |      |     |     |     |

## Statistiques

### Domicile et extérieur
| Rang | Équipe                  | Pts | J | G | N | P | Bp | Bc | Diff |
| ---- | ----------------------- | --- | - | - | - | - | -- | -- | ---- |
| 1    | CS Mont-Royal Outremont | 18  | 8 | 5 | 3 | 0 | 19 | 17 | +2   |
| 2    | AS Blainville           | 15  | 8 | 4 | 3 | 1 | 17 | 6  | +11  |
| 3    | Dynamo de Québec        | 14  | 8 | 4 | 2 | 2 | 17 | 13 | +4   |
| 4    | CS Saint-Hubert         | 13  | 8 | 4 | 1 | 3 | 12 | 11 | +1   |
| 5    | CS Monteuil             | 11  | 8 | 3 | 2 | 3 | 13 | 19 | -6   |
| 6    | CS Fabrose              | 10  | 8 | 2 | 4 | 2 | 13 | 14 | -1   |
| 7    | FC Lanaudière           | 5   | 8 | 1 | 2 | 5 | 10 | 25 | -15  |
| 8    | CS Longueuil            | 1   | 8 | 0 | 1 | 7 | 7  | 26 | -19  |
| 9    | FC Gatineau             | 0   | 8 | 0 | 0 | 8 | 6  | 24 | -18  |

| Rang | Équipe                  | Pts | J | G | N | P | Bp | Bc | Diff |
| ---- | ----------------------- | --- | - | - | - | - | -- | -- | ---- |
| 1    | AS Blainville           | 22  | 8 | 7 | 1 | 0 | 26 | 6  | +20  |
| 2    | CS Mont-Royal Outremont | 19  | 8 | 6 | 1 | 1 | 22 | 5  | +17  |
| 3    | CS Fabrose              | 16  | 8 | 5 | 1 | 2 | 17 | 7  | +10  |
| 4    | CS Monteuil             | 13  | 8 | 3 | 4 | 1 | 14 | 4  | +10  |
| 5    | Dynamo de Québec        | 13  | 8 | 3 | 4 | 1 | 14 | 10 | +4   |
| 6    | CS Saint-Hubert         | 11  | 8 | 3 | 2 | 3 | 13 | 14 | -1   |
| 7    | CS Longueuil            | 9   | 8 | 2 | 3 | 3 | 16 | 19 | -3   |
| 8    | FC Lanaudière           | 6   | 8 | 2 | 0 | 6 | 17 | 26 | -9   |
| 9    | FC Gatineau             | 2   | 8 | 0 | 2 | 6 | 6  | 23 | -17  |

### Évolution du classement
Ce tableau présente l'évolution du classement au fil des journées. La 19e journée est utilisée pour reprendre les matchs reportés au cours de la saison.
| Journées →           | 1 | 2 | 3 | 4 | 5 | 6 | 7 | 8 | 9 | 10 | 11 | 12 | 13 | 14 | 15 | 16 | 17 | 18 | 19 | Lead |
|                      |   |   |   |   |   |   |   |   |   |    |    |    |    |    |    |    |    |    |    |      |
| -------------------- | - | - | - | - | - | - | - | - | - | -- | -- | -- | -- | -- | -- | -- | -- | -- | -- | ---- |
| Blainville           | 3 | 3 | 4 | 3 | 3 | 2 | 2 | 1 | 1 | 1  | 1  | 2  | 2  | 2  | 2  | 1  | 1  | 1  | 1  | 8    |
| Fabrose              | 6 | 5 | 3 | 5 | 6 | 6 | 5 | 5 | 5 | 6  | 6  | 5  | 6  | 6  | 6  | 5  | 5  | 4  | 4  |      |
| Longueuil            | 9 | 9 | 9 | 9 | 9 | 9 | 9 | 8 | 8 | 8  | 8  | 8  | 8  | 8  | 7  | 7  | 7  | 7  | 8  |      |
| Monteuil             | 2 | 2 | 2 | 2 | 2 | 5 | 3 | 3 | 3 | 3  | 3  | 3  | 4  | 5  | 5  | 6  | 6  | 6  | 6  |      |
| Mont-Royal Outremont | 1 | 1 | 1 | 1 | 1 | 1 | 1 | 2 | 2 | 2  | 2  | 1  | 1  | 1  | 1  | 2  | 2  | 2  | 2  | 11   |
| Saint-Hubert         | 8 | 4 | 7 | 7 | 5 | 4 | 6 | 6 | 6 | 5  | 5  | 6  | 5  | 4  | 3  | 4  | 4  | 5  | 5  |      |
| Québec               | 5 | 7 | 6 | 4 | 4 | 3 | 4 | 4 | 4 | 4  | 4  | 4  | 3  | 3  | 4  | 3  | 3  | 3  | 3  |      |
| Gatineau             | 7 | 8 | 8 | 8 | 8 | 8 | 8 | 9 | 9 | 9  | 9  | 9  | 9  | 9  | 9  | 9  | 9  | 9  | 9  |      |
| Lanaudière           | 4 | 6 | 5 | 6 | 7 | 7 | 7 | 7 | 7 | 7  | 7  | 7  | 7  | 7  | 8  | 8  | 8  | 8  | 7  |      |

- Champion – Qualification pour le premier tour du Championnat canadien

En gras et italique, les équipes comptant un match en retard (exemple : 6 pour Monteuil à l’issue de la 13e journée) ; en gras, italique et souligné, celles en comptant deux (exemple: 6 pour Monteuil à l’issue de la 14e journée)

### Classement des buteurs
Mise à jour : 2 avril 2020
Les buteurs sont classés selon le nombre de buts par parties jouées.
|    | Buteur                            | Club                    | Buts |
| -- | --------------------------------- | ----------------------- | ---- |
| 1  | Felipe Costa de Souza             | CS Fabrose              | 13   |
| 2  | Pierre Rudolph Mayard             | AS Blainville           | 11   |
| 3  | Adama Makan Sissoko               | CS Mont-Royal Outremont | 11   |
| 4  | Mouad Ouzane                      | CS Mont-Royal Outremont | 10   |
| 5  | Mohamed Diallo                    | CS Monteuil             | 10   |
| 6  | Bonano Beugre Gnenago             | Dynamo de Québec        | 10   |
| 7  | Samuel Georget                    | Dynamo de Québec        | 7    |
| 8  | Hugo Chambon                      | AS Blainville           | 6    |
| 9  | Sitayeb Mohamed Nazim Belguendouz | CS Mont-Royal Outremont | 6    |
| 10 | Gabriel Wiethaeuper-Belbinotti    | CS Mont-Royal Outremont | 6    |